# Mauterndorf Airport
Mauterndorf Airport (tyska: Flugplatz Mauterndorf) är en flygplats i Österrike.   Den ligger i distriktet Tamsweg och förbundslandet Salzburg, i den centrala delen av landet, 230 km sydväst om huvudstaden Wien. Mauterndorf Airport ligger 1 098 meter över havet.
Terrängen runt Mauterndorf Airport är bergig västerut, men österut är den kuperad. Mauterndorf Airport ligger nere i en dal. Runt Mauterndorf Airport är det glesbefolkat, med 20 invånare per kvadratkilometer.. Närmaste större samhälle är Tamsweg, 8,7 km öster om Mauterndorf Airport. 
I omgivningarna runt Mauterndorf Airport växer i huvudsak blandskog.